# Claudio Troian
Claudio Troian (Porto Alegre, 25 de maio de 1952 –  Caxias do Sul, 30 de outubro de 2024), foi um produtor cultural e artivista brasileiro, especializado na elaboração, encaminhamento e gestão de projetos culturais realizados por meio de leis de incentivo à cultura. Ao longo de sua trajetória, ele implementou mais de uma centena de projetos culturais no Rio Grande do Sul, estabelecendo-se como uma das principais lideranças culturais na Serra Gaúcha, onde viveu seus últimos anos.
Ele também é reconhecido pelo trabalho que desempenhou em prol do desenvolvimento cultural regional, mantendo um diálogo constante com organismos públicos para buscar condições e recursos que viabilizassem a ocupação de espaços públicos para fins culturais.
Entre seus últimos projetos notáveis estão o Órbita Literária e o Cineserra – Festival do Audiovisual da Serra Gaúcha, ambos realizados em Caxias do Sul.
No meio cultural, Troian foi membro da Caxias Film Commission, sócio honorário da Associação de Artistas Plásticos da Serra Gaúcha, integrante do Movimento Aldravista de Caxias do Sul e da Confraria de Arte da Serra Gaúcha. Além disso, fundou e foi presidente da Cooperativa dos Artistas da Serra Gaúcha (Cooperarte) e foi vice-presidente do Conselho Municipal de Políticas Culturais de Caxias do Sul na gestão 2018/2020.
Sua carreira incluiu a coordenação de edições de importantes eventos culturais, como a Feira do Livro de Porto Alegre, a Fenachamp de Garibaldi e o Natal, Paz e Luz de Bento Gonçalves.
Além de sua atuação como produtor cultural, Troian trabalhou por 12 anos como jornalista, exercendo funções de repórter, redator, editor e proprietário de jornais e revistas. Durante 20 anos, atuou como publicitário em agências de propaganda. No teatro, desempenhou os papéis de roteirista, ator, diretor e produtor, e no cinema, atuou em curta-metragens e em uma websérie.
Na década de 1970, Troian foi contrabaixista da banda de rock progressivo Khaos, com a qual se apresentou em diversos festivais nacionais de música.

## Biografia
Claudio Troian teve o primeiro contato com a arte através da música ainda na infância em saraus realizados na chácara avô. Aos dez anos de idade deixou sua cidade natal, e mudou-se para o município de Bento Gonçalves na Serra Gaúcha. Aos doze anos começou a tocar violão e aos quatorze passou a ter aulas de música com a consagrada Ana Maria Mazzoti, e aos dezesseis passou a apresentar-se profissionalmente como guitarrista da banda La Cage em bailes rock and roll.
Cursou o ginásio na escola estadual Mestre Santa Barbara, onde destacava-se pelo seu estilo de vestimentas e por usar em sua linguagem diversas gírias, além de ser o único rapaz a usar cabelos compridos na escola. Ao concluir o ginásio ingressou nas forças armadas do 1º Batalhão Ferroviário de Lages, onde ficou conhecido com o soldado "pódi crê", lá integrou a banda do exército como contrabaixista, apresentando-se recorrentemente em bailes em clubes de sargentos e oficiais. Após o período no exército, Troian voltou à sua cidade natal, Porto Alegre, onde no início da década de 1970 foi contrabaixista da banda de rock progressivo, Khaos, com a qual se apresentou em importantes festivais nacionais de música, dividido palco com grandes nomes da sua geração, como Rita Lee, O Terço e Som Nosso de Cada Dia. Em 1975 deixou a banda para se dedicar a outros projetos profissionais.
Após a saída da banda, iniciou o trabalho de redator de programas tele-educativos na Feplan (Fundação Educacional Padre Landel de Moura), em Porto Alegre. Tempos depois, montou um cinema itinerante que percorria o interior do estado gaúcho realizando sessões de cinemas em salões paroquiais das pequenas cidades.
Em 1977, em Bento Gonçalves iniciou a carreira de jornalista ao ser contratado pelo Jornal Semanário, dois anos após passou a escrever matérias para a revista Destaque de Erechin e para o jornal Gazeta de Bento, e em 1982 foi editor da revista mensal Focus.
Durante a primeira metade da década de 1980 foi produtor de eventos musicais e teatrais. Integrou o grupo teatral Causas e Efeitos, apresentando-se em diversas cidades gaúchas e festivais nacionais de teatro. No teatro desenvolveu papel de diretor, produtor, roteirista e ator, recebendo o prêmio de  Melhor Ator Coadjuvante pela sua atuação em A Guerra das Bruxas contra o Anjo dos Homens, de Wilson Galvão do Rio Apa, no 1º Festival de Teatro Popular de Bento Gonçalves realizado em 1981.
Após passagens pelos estados de Santa Catarina e Rio de Janeiro, foi em 1987 que destacou-se em sua  carreira como publicitário, integrando equipe da Agência Criativa de Vitória no Espírito Santo, que foi homenageada pela Revista Propaganda de São Paulo como Agencia Destaque de 1987 no estado, quando realizou trabalhos de comunicação social, mídia e pesquisa. Ainda na capital do Espirito Santo no ano de 1988 realizou grandes produções de eventos musicais, como o show da cantora e apresentadora Xuxa, da Orquestra Sinfônica de Campinas e do cantor Chico Buarque, esse o show mais elogiado do ano pela crítica.
Foi a partir da segunda metade da década de 1990 que Claudio Troian teve o primeiro contato com a realização de eventos culturais através de projetos de leis de incentivo à cultura, quando na ocasião foi convidado pela Câmara Rio-Grandense do Livro para fazer a produção executiva da 42ª e 43ª Feira do Livro de Porto Alegre dentre os anos de 1996 e 1997. No ano seguinte, em 1998 foi produtor executivo da 5ª edição da tradicional Festa do Champanha, também conhecida como Fenachamp, realizada no munícipio de Garibaldi, na Serra Gaúcha. E dentre 1999 e 2000 foi responsável pela produção do evento de final de ano de Bento Gonçalves, o Natal Paz e Luz.
No ano de 2001 mudou-se para a cidade de Caxias do Sul, mesmo ano em que assumiu a coordenadoria do departamento de marketing do L’América Shopping de Bento Gonçalves, onde foi responsável por campanhas de marketing e eventos culturais até o ano de 2004.
A partir de 2005 passou a dedicar-se em tempo integral a produção cultural em Caxias do Sul, onde aprovou e administrou mais de uma centena de projetos através de leis de incentivo cultural e dezenas de outras produções independentes, desenvolvendo a logística processual para que artistas pudessem produzir e lançar seus trabalhos. A partir de seus projetos foram publicadas mais de 50 obras literárias e mais de 30 projetos musicais dentre CDs, DVDs, videoclipes e shows, além de produções audiovisuais como documentários e eventos culturais como peças de teatro, exposições de artes plásticas, eventos de artesanato e edições de festivais.
Através de seus projetos as praças de Caxias do Sul ganharam esculturas em bronze da artista Dilva Anuncia Conte, a escultura de Beatrice Portinari, historicamente conhecida por ser a musa inspiradora de Dante Alighieri, foi instalada na praça central da cidade que recebe o nome do poeta florentino no ano de 2015, e a escultura do Anjo Samuel na praça Formolo junto ao cemitério municipal no ano de 2018.  Por meio de seus projetos também realizou-se o mural do grafiteiro Gustavo Gomes disposto em um dos muros da sede do Ministério Público Federal desde 2021.
A partir de 2013, através das leis de incentivo a cultura, Claudio Troian ao lado do cineasta Le Daros, passaram a realizar o Cineserra – Festival do Audiovisual da Serra Gaúcha, que além de ser uma mostra competitiva de cinema anual, tem como objetivo gerar visibilidade às produções audiovisuais participantes através de exibições em diversas cidades gaúchas, além de incentivar a produção local e estadual e oferecer workshops sobre tópicos relativos à produção audiovisual, afim de promover a capacitação profissional no seguimento.
Em paralelo às produções realizadas através de leis de incentivo à cultura, Troian também se dedicou a produções culturais independentes. Em 2006 foi produtor da Orquestra Municipal de Sopros de Caxias do Sul onde desenvolveu projetos que possibilitavam a interatividade entre estudantes das escolas de Caxias do Sul com a orquestra, afim de proporcionar o conhecimento sobre o universo musical através de concertos didáticos, oferecendo informação e demonstração de uso dos instrumentos e elementos que fazem parte de uma composição musical.   Participou do movimento Da Gaveta, com a produção de saraus culturais dentre 2009 e 2011, e também foi responsável pela realização da Antessala da Primavera, mostra coletiva de artes e artistas, realizada no formato de piquenique cultural. Foi um dos organizadores do evento literário Órbita Literária, este que conta com mais de 300 edições realizadas desde 2012, que tradicionalmente acontecem nas noites de segunda-feira recebendo importantes escritores de renome regional  e nacional, para falar sobre o trabalho que desenvolvem e promover debates sobre a literatura com o público presente.
No teatro desempenhou papel de roteirista nas peças Operação 5 Marias (2017) e M.U.L.H.E.R (2020) do grupo Menos Zoom Art Group. No cinema atuou em produções independentes como nos curta-metragens Albatroz (2018) e Um Cara de Confiança! (2020) e também na websérie Vim Buscá-lo (2020), esta que foi selecionada a concorrer no RioWebFest 2020 na categoria melhor ideia original.

## Morte
Claudio Troian faleceu na manhã de 30 de outubro de 2024, aos 72 anos. Ele estava internado há alguns dias em um hospital devido a problemas respiratórios.
O velório ocorreu no mesmo dia, na Capela A do Memorial São José, em Caxias do Sul. No dia seguinte, houve uma cerimônia de despedida no Memorial Crematório São José, onde seu corpo foi cremado.

## Carreira nas artes

### Música
Aos dezesseis anos, Troian teve sua primeira experiência como músico em uma banda, atuando como guitarrista da La Cage, de Bento Gonçalves, com a qual se apresentava em bailes de rock and roll. Mais tarde, enquanto servia no 1º Batalhão Ferroviário de Lages, integrou a banda do exército como contrabaixista, apresentando-se regularmente em bailes nos clubes de sargentos e oficiais.
No início da década de 1970, em Porto Alegre, Troian juntou-se à banda de rock progressivo Khaos como contrabaixista. Com a banda, apresentou-se em importantes festivais nacionais de música, dividindo o palco com grandes nomes como Rita Lee, O Terço e Som Nosso de Cada Dia. Em 1975, deixou o grupo para se dedicar a outros projetos profissionais.

### Teatro e cinema
Durante a primeira metade da década de 1980, em Bento Gonçalves, Troian se envolveu com o teatro e integrou o grupo Causas e Efeitos, com o qual se apresentou pelo Rio Grande do Sul e em festivais nacionais. No teatro, atuou como diretor, produtor, roteirista e ator. Em 1981, foi premiado como Melhor Ator Coadjuvante por sua atuação em uma adaptação de A Guerra das Bruxas contra o Anjo dos Homens, de Wilson Galvão do Rio Apa, no 1º Festival de Teatro Popular de Bento Gonçalves.
Mais tarde, em Caxias do Sul, Troian escreveu duas peças para o grupo Menos Zoom Art Group: Operação 5 Marias (2017) e M.U.L.H.E.R (2020).
No cinema, participou de produções independentes, como os curta-metragens Albatroz, de Luiz Schmitz, e Um Cara de Confiança!, de Le Daros (2020). Também atuou na websérie Vim Buscá-lo, de Cristian Beltrán, selecionada para o RioWebFest 2020 na categoria de Melhor Ideia Original.

## Luta pela classe artística
Claudio Troian tornou-se reconhecido como uma das principais lideranças culturais de Caxias do Sul e consolidou seu nome nas artes na Serra Gaúcha. Em 2009 fundou a Cooperativa dos Artistas da Serra Gaúcha, na qual assumiu papel de presidente, afim de buscar melhores condições para a classe artística e sua inserção no mercado. Como produtor cultural dedicou-se constantemente em diálogos com organismos públicos afim de buscar condições e recursos para o desenvolvimento da cultura regional através da ocupação de espaços públicos.

## Reconhecimentos e homenagens

### Em vida
Aos 67 anos, Claudio Troian foi agraciado com o título de Cidadão Caxiense, concedido pela Câmara dos Vereadores de Caxias do Sul em reconhecimento ao seu extenso histórico de atuação na área cultural ao longo de quatro décadas, além de suas contribuições fundamentais para o desenvolvimento e qualificação da cena cultural na Serra Gaúcha. A homenagem foi resultado do projeto de decreto legislativo 12/2019, aprovado por unanimidade em sessão ordinária no dia 15 de outubro de 2019. A cerimônia solene, realizada em 6 de novembro do mesmo ano, contou com a presença do deputado estadual Pepe Vargas e dos vereadores Paulo Périco, Alberto Meneguzzi, que presidiu a cerimônia, e Denise Pessôa, proponente da homenagem.
Em 2021, Troian recebeu o título de Amigo do Livro durante a 37ª edição da Feira do Livro de Caxias do Sul. Essa honraria foi concedida por uma comissão composta por representantes da Associação dos Livreiros Caxienses, Academia Caxiense de Letras, Conselho Municipal de Política Cultural, Departamento do Livro e da Leitura, Casa da Cultura Percy Vargas de Abreu e Lima, e pela então secretária da Cultura, Aline Zilli.
Em 2023, devido à sua significativa contribuição para a disseminação da cultura, ele foi escolhido como um dos Guardiões da Aldeia Sesc, evento promovido anualmente pelo Sesc em Caxias do Sul.

### Póstumas
No dia 25 de novembro de 2024, a memória de Troian foi celebrada em um sarau promovido pelo Órbita Literária, grupo no qual ele foi um dos principais articuladores. A homenagem ocorreu durante a 458ª edição do projeto, na Livraria Do Arco da Velha, em Caxias do Sul.
No dia 30 de maio de 2025, foi realizada a primeira edição do Dia de SanTroia, um sarau cultural em homenagem ao aniversário de Claudio Troian. O evento ocorreu no Zarabatana Café, localizado dentro do Centro Municipal de Cultura Dr. Henrique Ordovás Filho, espaço que Troian frequentava e apoiava. Organizado por amigos atuantes no setor cultural local, o sarau reuniu dezenas de artistas, entre músicos, poetas, cartunistas, grafiteiros e grupos de dança, que mantinham com ele uma relação de amizade ou parceria profissional. A cerimônia de abertura contou com o plantio de uma muda de mirra no pátio do Centro de Cultura. A planta foi cultivada a partir da árvore que Troian mantinha no jardim de sua residência, da qual costumava distribuir mudas aos amigos, dizendo que a planta original lhe havia sido entregue pelo Dalai-lama, durante sua visita a Porto Alegre, em 1992. Mudas dessa mesma planta também foram distribuídas aos presentes no evento, preservando a tradição que ele mantinha em vida.